# Уштаган (Курмангазинський район)
Уштага́н (каз. Ұштаған) — село у складі Курмангазинського району Атирауської області Казахстану. Входить до складу Асанського сільського округу.
У радянські часи село називалось Новий Уштаган.
Населення — 595 осіб (2021; 760 у 2009, 747 у 1999, 410 у 1989).